# Catedral de Nuestra Señora de la Asunción (Mata-Utu)
La Catedral de Nuestra Señora de la Asunción o simplemente Catedral de Mata-Utu (en francés: Cathédrale Notre-Dame-de-l’Assomption) es una catedral católica, y un monumento nacional de Francia, situada en la población de Mata-Utu en la isla 

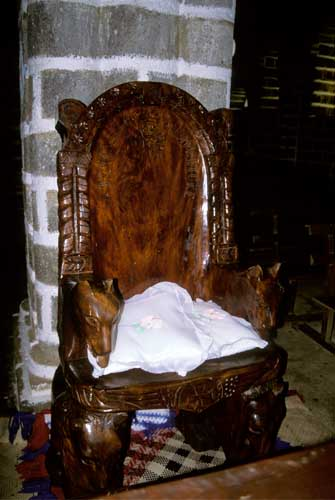
El trono real dentro de la Catedral

Uvea, en Wallis y Futuna en Oceanía. Es un edificio dominante en el centro de la ciudad Mata-Utu, capital de la isla de Wallis. Lleva la insignia real de Wallis, una cruz de Malta entre sus torres. La catedral también es conocida como la "Catedral de Virgen del Buena Esperanza". Es la sede del obispo Ghislain Marie Raoul Suzanne de Rasilly. Es la catedral de la diócesis de Wallis y Futuna.
La catedral tiene vistas a la laguna de Wallis dese Mata-Utu, que es la ciudad más grande y capital de la isla de Wallis y el territorio en su conjunto. El palacio del Rey de Ouvéa, que cuenta con una terraza de dos plantas, está junto a la catedral. En el lado opuesto del muelle hay una plataforma conocida como Fale Fono que fue utilizada por el jefe de las tribus locales para estar frente a la gente. Varios restaurantes, mercados, hoteles y la oficina de correos están cerca de la catedral. 